# Открытый чемпионат Австралии по теннису 2015
Открытый чемпионат Австралии по теннису 2015 года — 103-й розыгрыш ежегодного профессионального теннисного турнира серии Большого шлема, проводящегося в австралийском городе Мельбурн на кортах местного спортивного комплекса «Мельбурн Парк». Традиционно выявляются победители соревнования в девяти разрядах: в пяти — у взрослых и четырёх — у старших юниоров.
В 2015 году матчи основных сеток прошли с 19 января по 1 февраля. Соревнование традиционно открывало сезон турниров серии в рамках календарного года.

## Соревнования

### Взрослые

#### Мужчины. Одиночный турнир
Новак Джокович обыграл  Энди Маррея со счётом 7-6(5), 6-7(4), 6-3, 6-0.
- Джокович выигрывает 1-й титул в сезоне и 8-й за карьеру на соревнованиях серии.
- Маррей уступает 1-й финал в сезоне и 6-й за карьеру на соревнованиях серии.

#### Женщины. Одиночный турнир
Серена Уильямс обыграла  Марию Шарапову со счётом 6-3, 7-6(5).
- Уильямс выигрывает 1-й титул в сезоне и 19-й за карьеру на соревнованиях серии.
- Шарапова уступает 1-й финал в сезоне и 5-й за карьеру на соревнованиях серии.

#### Мужчины. Парный турнир
Симоне Болелли /  Фабио Фоньини обыграли  Пьера-Юга Эрбера /  Николя Маю со счётом 6-4, 6-4.
- представитель Италии выигрывает турнир серии впервые с 1959 года.

#### Женщины. Парный турнир
Бетани Маттек-Сандс /  Луция Шафаржова обыграли  Чжань Юнжань /  Чжэн Цзе со счётом 6-4, 7-6(5).
- Маттек-Сандс выигрывает 2-й титул в сезоне и 14-й за карьеру на соревнованиях тура ассоциации.
- Шафаржова выигрывает 1-й титул в сезоне и 5-й за карьеру на соревнованиях тура ассоциации.

#### Микст
Мартина Хингис /  Леандер Паес обыграли  Кристину Младенович /  Даниэля Нестора со счётом 6-4, 6-3.
- Хингис выигрывает 1-й титул в сезоне и 2-й за карьеру на соревнованиях серии.
- Паес выигрывает 1-й титул в сезоне и 7-й за карьеру на соревнованиях ассоциации.

### Юниоры

#### Юноши. Одиночный турнир
Роман Сафиуллин обыграл  Хон Сон Чхана со счётом 7-5, 7-6(2).
- представитель России выигрывает турнир впервые в истории.

#### Девушки. Одиночный турнир
Тереза Мигаликова обыграла  Кэти Суон со счётом 6-1, 6-4.
- представительница Словакии побеждает на соревнованиях серии впервые с 2007 года.

#### Юноши. Парный турнир
Джейк Делейни /  Марк Полманс обыграли  Хуберта Хуркача /  Алекса Молчана со счётом 0-6, 6-2, [10-8].
- представитель Австралии выигрывает домашний турнир третий год подряд.

#### Девушки. Парный турнир
Мириам Колодзиёва /  Маркета Вондроушова обыграли  Катарину Хобгарски /  Грет Миннен со счётом 7-5, 6-4.
- представительница Чехии выигрывает турнир впервые с 2001 года.